# Guanshan (sockenhuvudort i Kina, Hubei Sheng, lat 30,51, long 114,40)
Guanshan är en sockenhuvudort i Kina. Den ligger i provinsen Hubei, i den centrala delen av landet, omkring 14 kilometer sydost om provinshuvudstaden Wuhan. Antalet invånare är 314 096. Befolkningen består av 144 170 kvinnor och 169 926 män. Barn under 15 år utgör 6,0 %, vuxna 15-64 år 88 %, och äldre över 65 år 4,0 %.
Runt Guanshan är det mycket tätbefolkat, med 1 095 invånare per kvadratkilometer. Närmaste större samhälle är Hankou, 14,9 km nordväst om Guanshan. Runt Guanshan är det i huvudsak tätbebyggt.
Genomsnittlig årsnederbörd är 1 713 millimeter. Den regnigaste månaden är juli, med i genomsnitt 238 mm nederbörd, och den torraste är december, med 29 mm nederbörd.